# Marcin Smiglecki
Marcin Smiglecki (en latin Martinus Smiglecius), né à Lviv le 11 novembre 1563 et mort à Kalisz le 26 juillet 1618, est l’un des plus importants philosophes et théologiens jésuites polonais.

## Biographie
Il entre au noviciat à Rome en 1581 et y fait ses études. De retour en Pologne, il enseigne la philosophie, puis pendant 10 ans la théologie à Vilnius, gouverne les collèges de Pułtusk, Poznań et Kalisz, et est préposé de la maison professe de Cracovie. Il est en particulier célèbre pour sa logique, qui est fréquemment rééditée, et sert notamment de manuel de base à l’université d'Oxford pendant de longues années. En théologie, il s’intéresse aux questions sur l’usure, est un ennemi juré des Arianistes et compose aussi des œuvres contre les sociniens et les luthériens. Le pasteur luthérien allemand Johannes Bissendorf l’attaque violemment dans ses écrits anti-jésuites.

## Œuvres
- O lichwie y trzech przednieyszych kontrakciech: wyderkowym, czynszowym, y Towarzystwa kupieckiego, nauka krotka, Wilno, druk. Akad. Wilenskiej S.I., 1596. [73] p. [sur l’usure], avec plusieurs autres éditions.
- Nodus Gordius, seu de vocatione ministrorum disputatio, Krakow, 1609 ; Ingolstadt, 1613.
- Vana sine viribus ira ministrorum evangelicorum, Köln, 1611.
- Nova monstra novi Arianismi seu absurdae haereses a novis Arianis in Poloniam importatae refutatae, Nissae, 1612.
- Verbum caro factum, Krakow, 1613.
- De baptismo adversus Hieronymum Moscorovium Arianum liber unus, Krakow, 1615.
- De Christo vero et naturali Dei filio ... libri duo, Krakow, 1615.
- De erroribus novorum Arianorum libri duo, Krakow, 1615.
- De ordinatione sacerdotum in ecclesia romana, adversus J. Zaborovii dissertationem, Krakow, 1617.
- Logica selectis disputationibus et quaestionibus illustrata, Ingolstadii : ex typ. Ederiano apud Elisabetham Amgermariam, 1618 ; Oxford, 1634 ; Oxford, 1638 ; Oxford, excudebat A. Lichfield, impensis H. Crypps, J. Godwin & R. Blagrave, 1658.
- Commentaria in Organum Aristotelis, ed. Ludwik Nowak, Warszawa, Akademia teologii katolickiej, 1987, 2 vols.